# 盧卡斯·瓦哈
盧卡斯·瓦哈（1989年5月13日—）是一位捷克足球運動員，在場上的位置是防守型中場。他現在效力於捷克足球甲級聯賽球隊布拉格斯巴達足球俱樂部。他也是捷克U21國家隊的球員。